# Дызым
Дызым (также «Дюздюм», «Дюз-Дюм», букв. «нанизывать») — настольная игра семейства Мельница (Morris, Mills, Merells) из Туркменистана.
Доска для дызыма представляет собой три концентрических квадрата, соединённых восемью диагональными и поперечными линиями. Когда-то кочевники играли просто на земле, острой палочкой вычерчивая игровое поле. Бытовала традиция ткать коврики с особым рисунком, на которых можно играть в дызым.
Каждый игрок располагает оговорённым числом шашек или камешков своего цвета, обычно 9 или 12. Шашки бывают красные и белые, чёрные и синие. Когда играют с двенадцатью шашками, игру называют «он-ике-дызым» (первые два слога «он-ике» по-туркменски означают «двенадцать», а «дызым» — «нанизывать»). При игре с 12 шашками доска может быть заполнена уже во время расстановки фишек, и если ни одной тройки при этом не было построено (то есть снятия не произошло), игра заканчивается вничью.
Правила во всём тождественны правилам 9-шашечной и 12-шашечной европейской мельницы на поле типа «Паутинка», английским Nine Men’s Morris (англ.) и Twelve Men’s Morris (англ.), а также южноафриканской Morabaraba (англ.).
Игра делится на три этапа:
1. Соперники по очереди ставят на пересечениях линий свои фишки. Если удаётся выставить три своих шашки в ряд, игрок имеет право убрать одну шашку соперника с поля.
2. Когда все шашки выставлены, игроки по очереди могут передвигать их на одно поле по линиям всё с той же целью — выстроить три своих фишки в ряд и снять шашку соперника. Если одним ходом удаётся создать две комбинации из трёх шашек, то можно уменьшить армию оппонента сразу на две единицы. Допускаются прыжки через свою или чужую шашку без взятия.
3. Когда у одного из игроков остаётся только три фишки, он получает право во время своего хода ставить свою шашку на любое свободное место.

Партия продолжается до тех пор, пока у одного из противников не останется всего две шашки — тогда он проиграл.
По свидетельству С. В. Глязера, игра была в Туркменистане так популярна, что в 1960-е годы во времена СССР там проводились республиканские турниры по дызыму.